# لیکلند نورت (واشینگتن)
لیکلند نورت (به انگلیسی: Lakeland North) یک منطقهٔ مسکونی در ایالات متحده آمریکا است که در شهرستان کینگ، واشینگتن واقع شده‌است. لیکلند نورت ۱۴٫۱ کیلومتر مربع مساحت و ۱۲٬۹۴۲ نفر جمعیت دارد.